# Пациент
Пациент – който получава здравна помощ от лекар или друг медицински специалист, това се отнася както за хората, така и за животните пациенти на ветеринари. Пациентите получават лечение, третиране на симптоми, както и изследвания, свързани с диагностиката.

## Етимология
Думата произлиза от латинското patiens – търпелив човек.